# Zapasy na Letnich Igrzyskach Olimpijskich 1956 – kategoria do 73 kg w stylu wolnym
Zmagania mężczyzn do 73 kg to jedna z ośmiu męskich konkurencji w zapasach w stylu wolnym rozgrywanych podczas Letnich Igrzysk Olimpijskich 1956. Pojedynki w tej kategorii wagowej odbyły się w dniach 28 listopada – 1 grudnia.
Punktacja opierała się na systemie "złych punktów karnych". Zwycięzca otrzymywał zero punktów za wygraną przez "tusz" (łopatki), jeden punkt za wygraną decyzją trzech sędziów. Za przegraną walkę w stosunku 1-2 zawodnik otrzymywał dwa punkty, a za porażkę 0-3 lub łopatki przyznawano 3 punkty karne. Uzyskanie pięciu lub więcej punktów eliminowało zapaśnika z turnieju. Najlepsza trójka walczyła w rundzie finałowej. 

## Klasyfikacja[1]
| Miejsce | Nazwisko             | Kraj              |
| ------- | -------------------- | ----------------- |
| 1       | Mitsuo Ikeda         | Japonia           |
| 2       | İbrahim Zengin       | Turcja            |
| 3       | Wachtang Balawadze   | ZSRR              |
| 4       | Nabi Sorouri         | Iran              |
| 5       | Coenraad de Villiers | ZPA               |
| 6       | Per Berlin           | Szwecja           |
| 7       | Mitko Petkow         | Bułgaria          |
| 7       | Muhammad Latif       | Pakistan          |
| 9       | Alfred Tischendorf   | Niemcy            |
| 9       | Ernie Fischer        | Stany Zjednoczone |
| 11      | Noel Granger         | Australia         |
| 11      | Ernst Wandaller      | Austria           |
| 11      | Devi Singh           | Indie             |
| 14      | Bruno Ochman         | Kanada            |
| 14      | Veikko Rantanen      | Finlandia         |

## Wyniki

### Pierwsza runda[2]
| Zwycięzca            | Punkty karne | Wynik        | Przegrany       | Punkty karne |
| -------------------- | ------------ | ------------ | --------------- | ------------ |
| Mitko Petkow         | 0            | Łopatki      | Bruno Ochman    | 3            |
| Nabi Sorouri         | 0            | Łopatki      | Devi Singh      | 3            |
| Mitsuo Ikeda         | 1            | Decyzja, 3:0 | Ernie Fischer   | 3            |
| İbrahim Zengin       | 0            | Łopatki      | Ernst Wandaller | 3            |
| Per Berlin           | 1            | Decyzja, 3:0 | Noel Granger    | 3            |
| Wachtang Balawadze   | 1            | Decyzja, 3:0 | Veikko Rantanen | 3            |
| Alfred Tischendorf   | 1            | Decyzja, 3:0 | Muhammad Latif  | 3            |
| Coenraad de Villiers | 0            | Bez walki    |                 |              |

### Druga runda[3]
| Zwycięzca            | Punkty karne | Wynik        | Przegrany          | Punkty karne |
| -------------------- | ------------ | ------------ | ------------------ | ------------ |
| Coenraad de Villiers | 1            | Decyzja, 3:0 | Mitko Petkow       | 3            |
| Ernie Fischer        | 4            | Decyzja, 3:0 | Nabi Sorouri       | 3            |
| Mitsuo Ikeda         | 1            | Łopatki      | Devi Singh         | 6            |
| İbrahim Zengin       | 0            | Łopatki      | Noel Granger       | 6            |
| Per Berlin           | 1            | Łopatki      | Ernst Wandaller    | 6            |
| Wachtang Balawadze   | 1            | Łopatki      | Alfred Tischendorf | 4            |
| Muhammad Latif       | 3            | Bez walki    |                    |              |
|                      |              | Wycofał się  | Bruno Ochman       | -            |
|                      |              | Wycofał się  | Veikko Rantanen    | -            |

### Trzecia runda[4]
| Zwycięzca            | Punkty karne | Wynik        | Przegrany          | Punkty karne |
| -------------------- | ------------ | ------------ | ------------------ | ------------ |
| Coenraad de Villiers | 2            | Decyzja, 3:0 | Muhammad Latif     | 6            |
| Nabi Sorouri         | 4            | Decyzja, 3:0 | Mitko Petkow       | 6            |
| İbrahim Zengin       | 1            | Decyzja, 3:0 | Ernie Fischer      | 7            |
| Mitsuo Ikeda         | 2            | Decyzja, 3:0 | Wachtang Balawadze | 4            |
| Per Berlin           | 2            | Decyzja, 3:0 | Alfred Tischendorf | 7            |

### Czwarta runda[5]
| Zwycięzca          | Punkty karne | Wynik        | Przegrany            | Punkty karne |
| ------------------ | ------------ | ------------ | -------------------- | ------------ |
| Nabi Sorouri       | 5            | Decyzja, 3:0 | Coenraad de Villiers | 5            |
| Mitsuo Ikeda       | 3            | Decyzja, 3:0 | İbrahim Zengin       | 4            |
| Wachtang Balawadze | 4            | Łopatki      | Per Berlin           | 5            |

### Runda finałowa
| Zwycięzca      | Wynik        | Przegrany                                        |
| -------------- | ------------ | ------------------------------------------------ |
| Mitsuo Ikeda   | Decyzja, 3:0 | Wachtang Balawadze (zaliczony wynik z III rundy) |
| Mitsuo Ikeda   | Decyzja, 3:0 | İbrahim Zengin (zaliczony wynik z IV rundy)      |
| İbrahim Zengin | Łopatki      | Wachtang Balawadze                               |